# Heinz Fanslau
Heinz Karl Fanslau (Dühringshof, 6 juni 1909 - München, 10 maart 1987) was een Duitse officier en SS-Brigadeführer en Generalmajor in de Waffen-SS tijdens de Tweede Wereldoorlog. Hij werd tijdens het Proces Wirtschafts- und Verwaltungshauptamt der SS veroordeeld voor oorlogsmisdrijven.

## Leven
Op 6 juni 1909 werd Heinz Fanslau werd geboren in Dühringshof gelegen in Landsberg an der Warthe (hedendaags Polen). Hij was de zoon van de handelaar Karl Fanslau (1876-1933) en zijn vrouw Lydia Heimann (geboren 1881). Van 1916 tot 1924 ging hij naar de middelbare school in Landsberg. Aansluitend werd Fanslau tot 1925 op de handelsschool in Landsberg onderwezen. In mei 1925 begon hij een praktische opleiding in een stoomzagerij. In het hetzelfde jaar werd hij lid van de Stahlhelm.
Van mei 1928 tot september 1929 werkte hij als houthandelaar voor de firma Friedrich Roy in Dühringshof. In oktober 1929 werd hij hoofd van de houtinkoop- en laadwerkzaamheden voor de firma Krakewitz in Berlijn. Daarna werkte Fanslau tot begin oktober 1932 in het bedrijf van zijn vader.
Op 1 juli 1931 werd Fanslau lid van de Nationaalsocialistische Duitse Arbeiderspartij en de Schutzstaffel. Hij werd ingedeeld in de SS-Sturm in Landsberg, en werd in januari 1932 hij als Führer Zur besonderen Verwendung (z.b.V.) (Leider voor speciaal gebruik) in de SS-Abschnitte XII in Liebenow ingezet. Hierna deed Fanslau dienst als persoonlijke begeleider van de SS-Oberführer Erich von dem Bach-Zelewski. Op 20 september 1932 nam Fanslau de leiding over van de administratieve zaken van de nieuw opgerichte SS-Abschnitte XII, waarvan Bach-Zelewski de commandant was. Op 1 oktober 1932 werd hij officieel administratief leider van dit SS-Abschnitte, en daarmee fulltime medewerker in dienst van de NSDAP. Hij behield zijn functie in de SS-Abschnitt VII tot november 1933.
Op 8 januari 1934 werd Fanslau naar de Persönlicher Stab Reichsführer-SS gecommandeerd. Hierna deed hij dienst als Führer Zur besonderen Verwendung (z.b.V.) in de administratie van de SS-Oberabschnitte Nord. Op 15 juli 1934 werd Fanslau mit der Wahrnehmung der Geschäfte beauftragt (m.d.W.d.G.b.) (vrije vertaling: met de waarneming van de functie belast) van de administratie van de SS-Oberabschnitte Nord. Hierna werd hij benoemd tot leider van de administratieve zaken van de SS-Oberabschnitte Mitte in Dresden. 
Op 20 april 1934 trouwde Fanslau met Franka Lutz (geboren 20 juli 1915 te Regensburg). Het echtpaar kreeg twee kinderen, een zoon en dochter.
Door een naamswijziging van de SS-Oberabschnitte Mitte in SS-Oberabschnitte Elbe, werd hij leider daar van de administratieve zaken. Met ingang vanaf 1 januari 1938 werd Fanslau Stabsführer (Stafleider) bij het hoofd Oswald Pohl in het SS-Verwaltung. Hierna werd hij benoemd tot leider van de administratieve zaken in de staf van de inspectie van de SS-Verfügungstruppe. Vanaf 1 oktober 1941 tot 15 januari 1942 was Fanslau commandant van het Hauptamt Haushalt und Bauten (vrije vertaling: hoofdkantoor Huishouding en Bouwen). Op 15 januari 1942 werd hij benoemd tot chef van de Ambt A V (Troepenbestuur) in de Ambtsgroep Troepenbestuur in het SS-Wirtschafts-Verwaltungshauptamt (WVHA) (vrije vertaling: economisch en administratief hoofdbureau van de SS).

## Na de oorlog
Na zijn voorlopige inhechtenisneming stond Fanslau op 13 januari 1947 in het Proces Wirtschafts- und Verwaltungshauptamt der SS met zeventien anderen terecht voor een Amerikaans militaire rechtbank. Hij werd vanwege zijn hoge functie in het WVHA, en in het bijzonder zijn verantwoording voor de administratieve zaken en bevordering van dwangarbeid, en de massamoord in de concentratiekampen verweten. Fanslau werd schuldig bevonden aan oorlogsmisdrijven, misdaden tegen de menselijkheid en lidmaatschap van een criminele organisatie, de SS. Op 3 november 1947 werd Fanslau tot twintig jaar gevangenisstraf veroordeeld. Op 30 januari 1951 werd zijn straf door de Hoge Commissaris John McCloy teruggebracht tot vijftien jaar. Op 31 maart 1951, net iets minder dan zes en een half jaar in de gevangenis, werd zijn oorspronkelijke straf van acht jaar kwijtgescholden, en werd hij vervroegd vrijgelaten uit de gevangenis van Landsberg voor oorlogsmisdadigers.
Op 9 juli 1963 werd Fanslau op grond van medeplichtigheid aan moord tijdens het neerschieten van SA-lid Franz Bläsner tijdens de Nacht van de Lange Messen in 1934, door de juryrechtbank in München tot drie jaar gevangenisstraf veroordeeld.
Over het verdere verloop van zijn leven is niets bekend. Op 10 maart 1987 stierf Fanslau in München.

## Carrière[7]
Fanslau bekleedde verschillende rangen in zowel de Allgemeine-SS als Waffen-SS. De volgende tabel laat zien dat de bevorderingen niet synchroon liepen.
| Datum                                        | Allgemeine-SS          | Waffen-SS                              | Heer                         |
| -------------------------------------------- | ---------------------- | -------------------------------------- | ---------------------------- |
| 1 juli 1931                                  | SS-Anwärter            | —                                      | —                            |
| 15 oktober 1931                              | SS-Mann                | —                                      | —                            |
| 1 maart 1932                                 | SS-Truppführer         | —                                      | —                            |
| 9 november 1933                              | SS-Sturmführer         | —                                      | —                            |
| 28 maart 1934                                | SS-Obersturmführer     | —                                      | —                            |
| 6 augustus 1934                              | SS-Sturmhauptführer    | —                                      | —                            |
| 9 november 1934                              | SS-Sturmbannführer     | —                                      | —                            |
| 15 september 1935                            | SS-Obersturmbannführer | —                                      | —                            |
| April 1936                                   | —                      | —                                      | Reserve-Unterführer-Anwärter |
| 9 november 1936                              | SS-Standartenführer    | —                                      | —                            |
| 15 januari 1942                              | —                      | SS-Standartenführer der Reserve (W-SS) | —                            |
| 29 juli 1943 (met ingang vanaf 21 juni 1943) | —                      | SS-Oberführer der Reserve (W-SS)       | —                            |
| 9 november 1944                              | SS-Brigadeführer       | Generalmajor in de Waffen-SS           | —                            |

## Lidmaatschapsnummers
- NSDAP-nr.: 581 867[9] (lid geworden 1 juli 1931[1][8])
- SS-nr.: 13 200[9] (lid geworden 1 juli 1931[1][8])

## Onderscheidingen
Selectie:
- IJzeren Kruis 1939, 2e Klasse[4][8] (1942[7])
- Ehrendegen des Reichsführers-SS[8] op 20 december 1937[7][10]
- SS-Ehrenring[7][9][8]
- Julleuchter der SS op 16 december 1935[7]
- Ehrenwinkel der Alten Kämpfer
- Kruis voor Oorlogsverdienste, 1e Klasse[10][8] (1941[7]) en 2e Klasse[8] (5 juli 1940[7]) met Zwaarden